# Ylenia Padilla
Ylenia Ainhoa Padilla Santana (Benidorm, 6 de juliol de 1988) és un personatge mediàtic d'Espanya associat al grup de comunicació Mediaset Espanya i a la cadena de televisió per cable MTV. Nascuda a Benidorm de pare andalús i mare canària. Després de assolir la fama el 2012 amb la seva participació en el reality show de MTV Espanya  Gandia Shore , ha aparegut en diversos programes de televisió com GHVIP i GHDÚO, és una cara molt coneguda de la premsa rosa i telerealitat de Telecinco de la qual és una de les seves col·laboradores estrella. Actualment treballa com a col·laboradora en Sálvame, Viva la Vida i Gran Hermano VIP.

## Biografia

### Infància i joventut
Va néixer el 6 july de 1988 en Benidorm, Alacant, en el si d'una família amb negocis immobiliaris. Va començar la carrera de Dret a la Universitat de Múrcia, però després de dos anys va abandonar els estudis. En l'any 2015 va ser diagnosticada de lupus i pateix la malaltia de Crohn. El seu delicat estat de salut li ha produït estats depressius i al març de 2018 va tenir un ingrés hospitalari per un brot de la seva malaltia intestinal.

### Popularitat
El seu salt als mitjans es va produir a l'octubre de 2012 a través de la seva participació al programa de telerealitat  Gandia Shore  de canal MTV, que va obtenir altes audiències en televisió i es basava en una adaptació del programa nord-americà  Jersey Shore , de la mateixa cadena.